# Le Déluge (Markley)
Pour les articles homonymes, voir Le Déluge.
Le Déluge (en anglais The Deluge) est un roman d'anticipation de l'écrivain américain Stephen Markley, paru en 2023, ayant pour thème le changement climatique. Il est paru en français en 2024 dans une traduction de Charles Recoursé.

## Synopsis
Le roman retrace l'évolution des États-Unis — théâtre principal du récit — et du monde de 2013 à 2039, alors que les effets du changement climatique s'accroissent partout, nourrissant et se conjuguant à des crises sociales, démocratiques et économiques de grande ampleur : aux incendies terribles de Los Angeles de 2031 succèdent les canicules et la grande crue de l'Est puis, en 2039, le dévastateur ouragan Kate en Caroline du Nord, tous générant leurs lot de réfugiés climatiques. Pendant ce temps, les États-Unis virent à l'autocratie sous l'influence d'un président démocrate qui s'appuie sur un capitalisme de la surveillance triomphant, la bourse plonge, comme le secteur assurantiel, alors que les prix de l'alimentaire explosent, un ancien acteur hollywoodien autoconsacré « Pasteur » prêche la haine à la tête d'un mouvement suprématiste blanc surarmé, le tout sur fond de montée inexorable de l'océan qui rend inhabitable une partie des littoraux, d'inaction politique et d'écoterrorisme.
Le récit alterne d'un chapitre à l'autre entre la perspective d'une demi-douzaine de personnages aux trajectoires variées mais qui se recoupent : Matt, futur écrivain et discret compagnon de Kate Morris, figure iconique flamboyante autant qu'égoïste du mouvement pour le climat tour à tour négociatrice à Washington puis organisatrice d'un mémorable mouvement de désobéissance civile au Capitole qui vire à l'émeute puis au massacre ; Keeper, toxicomane pauvre de l'Ohio qui devient clean et tente de survivre chichement avec sa compagne et son fils asthmatique ; Tony Pietrus, chercheur à l'institut d'océanographie Scripps, père aimant de deux filles, Cassandre alertant sur les menaces que pose le changement climatique et plus particulièrement la fonte des clathrates de méthane (hypothèse du fusil à clathrates) et celle de l'inlandsis Ouest-Antarctique ; Shane, mère célibataire au cœur d'une cellule secrète d'écologistes extrémistes qui en viennent au terrorisme ; Ashir, génie de l'analyse prédictive, neurodivergent gay issu d'une famille indienne musulmane, qui documente les crises en cours et à venir pour éviter un monde chaotique ; Jackie, as de la communication au service du greenwashing devenue multi-millionnaire grâce au hedge fund de son compagnon et qui rejoint le mouvement de Kate Morris.

## Écriture et démarche de l'auteur
Selon son auteur Stephen Markley, l'écriture du Déluge a pris une dizaine d'année. L'ouragan Katrina, en 2005, fait prendre conscience à l'écrivain de l'impact très concret que va avoir le changement climatique sur l'humanité. Il cherche au travers de l'ouvrage à dénoncer l'inaction politique en matière de climat, à donner au lectorat une compréhension sensible des effets du changement climatique, notamment au traverse de l'empathie permise par les protagonistes, et à inciter les individus à agir — il rejette toutefois l'action radicale et violente, susceptible selon lui d'avoir l'effet inverse de celui recherché,.

## Réception critique et analyse
Jean-François Schwab dans Le Temps, qui salue un roman « monumental et exceptionnel », ambitieux, fruit d'une dizaine d'années de travail et d'une très bonne documentation, qui ne relève selon lui pas de la dystopie du fait de son « hyperréalisme », servi par diverses « astuces textuelles » au fil de l'ouvrage, telles que des briefings politiques et des articles de presse, souvent relevés par la critique,. Dans Marianne, Solange Bied-Charreton juge que, du fait de ces procédés narratifs, « l’hypothèse catastrophiste soulevée par le roman […] paraît non seulement réaliste mais tout à fait plausible ». L'auteur, Stephen Markley, rejette lui-même l'étiquette « dystopie », relève Isabelle Hanne dans Libération, qui juge le roman « inégal mais puissant ».
Dans le New York Times, Hamilton Cain juge lui aussi l'ouvrage inégal, quoique « vivifiant et séduisant ». S'il regrette un récit apocalyptique caricatural, il estime que le talent de Markley est le plus manifeste lorsque la focale se rétrécit « pour se concentrer sur les dioramas intimes de la vie de ses personnages ». Plusieurs critiques soulignent l'importance et la qualité de la narration au plus près des personnages — qui « couvrent la totalité de l'éventail sociopolitique et de l'échelle des richesses », d'après The Guardian —, faisant de l'ouvrage une « vaste polyphonie écologique et politique à hauteur d’hommes et de femmes », selon Christian Desmeules dans Le Devoir, qui qualifie Le Déluge de « magistral et inspirant ». Nils C. Ahl du Monde écrit que la narration des catastrophes « se distingue pourtant par son traitement de l’intime et du détail, de la douceur et de l’amertume » au travers de sa galerie de personnages, dont Kate Morris, « Noé sans arche, combative et fascinante, perdue dans le spectacle qu’elle excelle à mettre en scène […] semble un moment s’imposer – et pourtant non, la polyphonie reprend le dessus ». La centralité du personnage de Kate Morris est aussi soulignée par d'autres critiques,.
Pour Yoann Labroux Satabin qui accorde quatre « T » à l'ouvrage dans Télérama, « si le livre a une dimension universelle dans son portrait saisissant des bouleversements écologiques en cours, c’est aussi un examen minutieux de toutes les failles sur lesquelles repose la démocratie américaine ». Le journaliste du Los Angeles Times Jonathan Russell Clark estime que le personnage principal du roman est le pays lui-même ; il décrit par ailleurs Le Déluge comme « un exploit étonnant d'imagination procédurale, de construction narrative et d'acuité scientifique ». Dans The Washington Post, Mark Athitakis estime que le livre, outre le changement climatique, pointe du doigt le risque des politiques identitaires (« identity politics ») qui « conduisent à un tribalisme diviseur et dilatoire, exacerbent le suprémacisme blanc et détournent notre attention du changement radical nécessaire pour résoudre nos problèmes les plus existentiels ».
« Loin des scénarios catastrophes rapides et spectaculaires, Markley raconte que l’effondrement, s’il a lieu, sera cruel et graduel », analyse Christian Desmeules. Plusieurs critiques estiment que le roman offre une note d'espérance au travers des combats écologistes qu'il met en scène, voire est optimiste,. Toutefois, aux yeux de Jonathan Russell Clark, l'« implacable saga d'horreurs » que distille l'ouvrage « est plus décourageante que galvanisante ».

## Postérité
Plusieurs journaux relèvent les très grandes similitudes entre le mégafeu imaginé en 2031 par l'auteur à Los Angeles et les incendies survenus en janvier 2025 dans la même ville,.

## Éditions
- (en) Stephen Markley, The Deluge, Simon & Schuster, janvier 2023, 896 p. (ISBN 978-1-9821-2309-3).
- Stephen Markley (trad. Charles Recoursé), Le Déluge, Paris, Albin Michel, août 2024, 1056 p. (ISBN 978-2-226-47556-5).